# Římskokatolická farnost Vrbatův Kostelec
Římskokatolická farnost Vrbatův Kostelec je církevní správní jednotka a jedno z 28 společenství římských katolíků chrudimského vikariátu. Centrem farnosti je kostel svatého Havla ve Vrbatově Kostelci, duchovními správci území jsou administrátor excurrendo P. Mgr. Tomáš Kvasnička, administrátor farnosti v Chrasti u Chrudimi, a jáhen Jiří Hájek.
Farnost leží v centru chrudimského vikariátu obklopená (od severu ve směru hodin) farnostmi Chrast u Chrudimě, Luže, Skuteč, Včelákov a Žumberk.

## Historie farnosti
Dějiny farnosti jsou spjaté s historií kostela svatého Havla, který se prvně připomíná již v roce 1086 v zakládací listině opatovického kláštera, v níž Vratislav II. daroval kostelecké statky tamním benediktinům. V roce 1349 je kostel prvně zmiňován jako farní, po třicetileté válce však farnost zanikla a kostel byl i s věřícími přifařen k Žumberku. Teprve v roce 1787 zde byla zřízena lokálie a začaly být vedeny matriční knihy, v roce 1853 byla lokálie povýšená na farnost v rámci chrásteckého vikariátu.
| Kostel                       | Obrázek | Místo            | Bohoslužba             | Bohoslužba             | Poznámka        |
| ---------------------------- | ------- | ---------------- | ---------------------- | ---------------------- | --------------- |
| Kostel svatého Jana Křtitele |         | Skála (Chrast)   | pondělí                | 18.00                  | filiální kostel |
| Kaple Panny Marie            |         | Kvasín           | neslouží se pravidelně | neslouží se pravidelně | kaple           |
| Kostel svatého Havla, opata  |         | Vrbatův Kostelec | neděle čtvrtek         | 10.00 17.00            | farní kostel    |